# Великие Будки (Недригайловский район)
Великие Будки (укр. Великі Будки) — село в Великобудковском сельском совете, Недригайловский район, Сумская область, Украина. Является административным центром Великобудковского сельского совета, в который не входят другие населённые пункты.
Население по данным 2018 года составляло 506 человек. Код КОАТУУ — 5923580301.

## Географическое положение
Село Великие Будки находится на берегу реки Терн в месте впадения её в реку Сула,
выше по течению на расстоянии в 1 км расположено село Деркачовка, на противоположном берегу реки Сула расположено село Филоново. Русло реки в этом месте извилистое, образовывает старицы и заболоченные озёра.

## История
Село Великие Будки известно с XVIII века.
На южной, северо-западной и северо-восточной околице села обнаружено поселение бронзового, раннего железного века и раннего средневековья, а напротив села, в дубовом лесу — курганный могильник.
Около села обнаружено поселение колочинской культури (VII век).

## Экономика
- «Великобудковское», ООО.

## Объекты социальной сферы
- Школа.

## Известные люди
В селе родился Герой Советского Союза К. М. Бобошко.